# Estatismo corporativo
O Estatismo Corporativo, o Corporativismo Estatal, ou simplesmente o Corporativismo é uma cultura política e uma forma de corporativismo cujos proponentes afirmam ou acreditam que os grupos corporativos devem formar a base da sociedade e do estado. Por este princípio, o estado exige que todos os cidadãos pertençam a um dos vários grupos de interesse oficialmente designados (baseados geralmente no sector econômico), que consequentemente têm grande controlo sobre os seus membros. Esses grupos de interesse alcançam assim um estatuto público e eles ou os seus representantes participam na elaboração de políticas nacionais, pelo menos formalmente.
Tal como acontece com outras culturas políticas, existiram historicamente sociedades que exemplificaram o estatismo corporativo, por exemplo, conforme proposto por Othmar Spann (1878-1950) na Áustria e implementado por Benito Mussolini (1883-1945) na Itália (1922-1943), António de Oliveira Salazar no Estado Novo de Portugal (1933–1974)  e pelo Estado Federal da Áustria. Após a Segunda Guerra Mundial, o estatismo corporativo influenciou o rápido desenvolvimento da Coreia do Sul e do Japão.
O estatismo corporativo manifesta-se mais comummente como um partido no poder que actua como mediador entre os trabalhadores, os capitalistas e outros grandes interesses do Estado, incorporando-os institucionalmente no governo. Os sistemas corporativistas predominaram em meados do século XX na Europa e, mais tarde, noutros países em desenvolvimento. Uma crítica é que os interesses, tanto sociais como económicos, são tão diversos que um Estado não pode defini-los ou organizá-los eficazmente através da sua incorporação. O estatismo corporativo difere do nacionalismo corporativo na medida em que é um modo social de organização, em vez de um nacionalismo econômico que opera por meio de corporações empresariais privadas. O tema permanece controverso em alguns países, incluindo Coreia do Sul, Japão e Portugal.